# گستره خانه
گستره خانه یا منطقهٔ زندگی (به انگلیسی: home range)، در جانورشناسی به ناحیه‌ای اشغال‌شده توسط یک جانور گفته می‌شود که در آن به زندگی فردی و اجتماعی خود می‌پردازد. دابلیو. اچ. برت نخستین تعریف از این منطقه را ارائه کرد و چنین ناحیه‌ای را منطقه‌ای دانست که فعالیت‌های روزمره و طبیعی جانور در محدوده آن صورت می‌گیرند. از میان این فعالیت‌ها می‌توان به چریدن، آمیزش، و بزرگ کردن فرزندان اشاره کرد. با این حال به باور برت اگر جانور تنها برای کشف یک منطقه به آن پا بگذارد، آن منطقه را نمی‌توان بخشی از منطقهٔ زندگیش دانست. منطقهٔ زندگی اغلب بسیار بزرگتر از ناحیه‌ای است که جانور از آن دفاع می‌کند.

## اندازه
اندازه منطقه زندگی را می‌توان توسط روش‌های آماری با آگاهی از جاهایی که جانور حضور داشته تعیین کرد. از جمله متداول‌ترین روش‌های آماری به کار گرفته شده در این‌باره می‌توان به پیدا کردن کوچکترین مجموعه محدب چندضلعی است. برای این منظور فرستنده‌هایی را به جانور وصل می‌کنند و توسط ماهواره‌های جی‌پی‌اس مکان رفت و آمد جاندار را در طی دوره زمانی مشخص رصد می‌کنند. دیگر روش تعیین منطقه زندگی آن است که با نشانه‌گذاری یک جاندار، پیدایی آن را در مناطق گوناگون توسط دوربین‌هایی که از پیش کار گذاشته شده‌اند رصد کنند.